# Mollia
Mollia é um género botânico pertencente à família Malvaceae, segundo a classificação da APG, pertencendo, na classificação tradicional, à família das Tiliaceae. O termo é também identificado como um sinónimo botânico do género Baeckea, das Myrtaceae, o que origina alguma confusão.
1. ↑  «Mollia — World Flora Online». www.worldfloraonline.org. Consultado em 19 de agosto de 2020